# Centrum Hisham Moebarak voor Recht
Het Centrum Hisham Moebarak voor Recht (مركز هشام مبارك للقانون) is een Egyptisch advocatenkantoor dat zich richt op mensenrechten, door middel van het voeren van rechtszaken en campagnes, en het doen van juridisch onderzoek. Het hoofdkantoor staat in het centrum van de hoofdstad Caïro.

## Geschiedenis
Het centrum werd in 1999 opgericht door Ahmed Seif, Khaled Ali en enkele anderen, en genoemd naar Hisham Moebarak, een advocaat die in 1994 besloot zich volledig te richten op mensenrechtenzaken en in 1998 op relatief jonge leeftijd aan een hartaanval overleed.

Het centrum is gevestigd in Caïro en Aswan en wordt gezien als een toonaangevende mensenrechtenorganisatie in Egypte. Het centrum biedt verder onderdak aan verschillende andere organisaties op het gebied van mensen- en burgerrechten.
Tijdens de Egyptische Revolutie van 2011 werd het centrum bestormd door de Egyptische politie, militairen en knokploegen. Hierbij werden vijfendertig mensen gearresteerd, onder wie medewerkers, journalisten en verschillende activisten zoals Amr Ali van de 6 aprilbeweging. Verder werden laptops, USB-sticks en dossiers van lopende zaken meegenomen.